# Національна премія України імені Тараса Шевченка — лауреати 2016 року
Список лауреатів Національної премії України імені Тараса Шевченка за 2016 рік
| Номінація                        | Лауреат                                  | Обґрунтування                                                                                          |
| -------------------------------- | ---------------------------------------- | --- |
| Образотворче мистецтво           | Гуйда Михайло Євгенович, художник        | за цикл живописних творів «В єдиному просторі»                                                         |
| Журналістика і публіцистика      | Лук'яненко Левко Григорович, публіцист   | за твори у 13-ти томах «Шлях до відродження»                                                           |
| Музичне мистецтво                | Поклітару Раду Віталійович, балетмейстер | за балети «Лебедине озеро», «Жінки в ре мінорі», «Довгий різдвяний обід» та балет-триптих «Перехрестя» |
| Кіномистецтво                    | Сенцов Олег Геннадійович, режисер        | за художні фільми «Гамер» і «Носоріг»                                                                  |
| Концертно-виконавська діяльність | Швачка Анжеліна Олексіївна, артистка     | за виконання провідних партій в оперних виставах та популяризацію української музичної спадщини        |

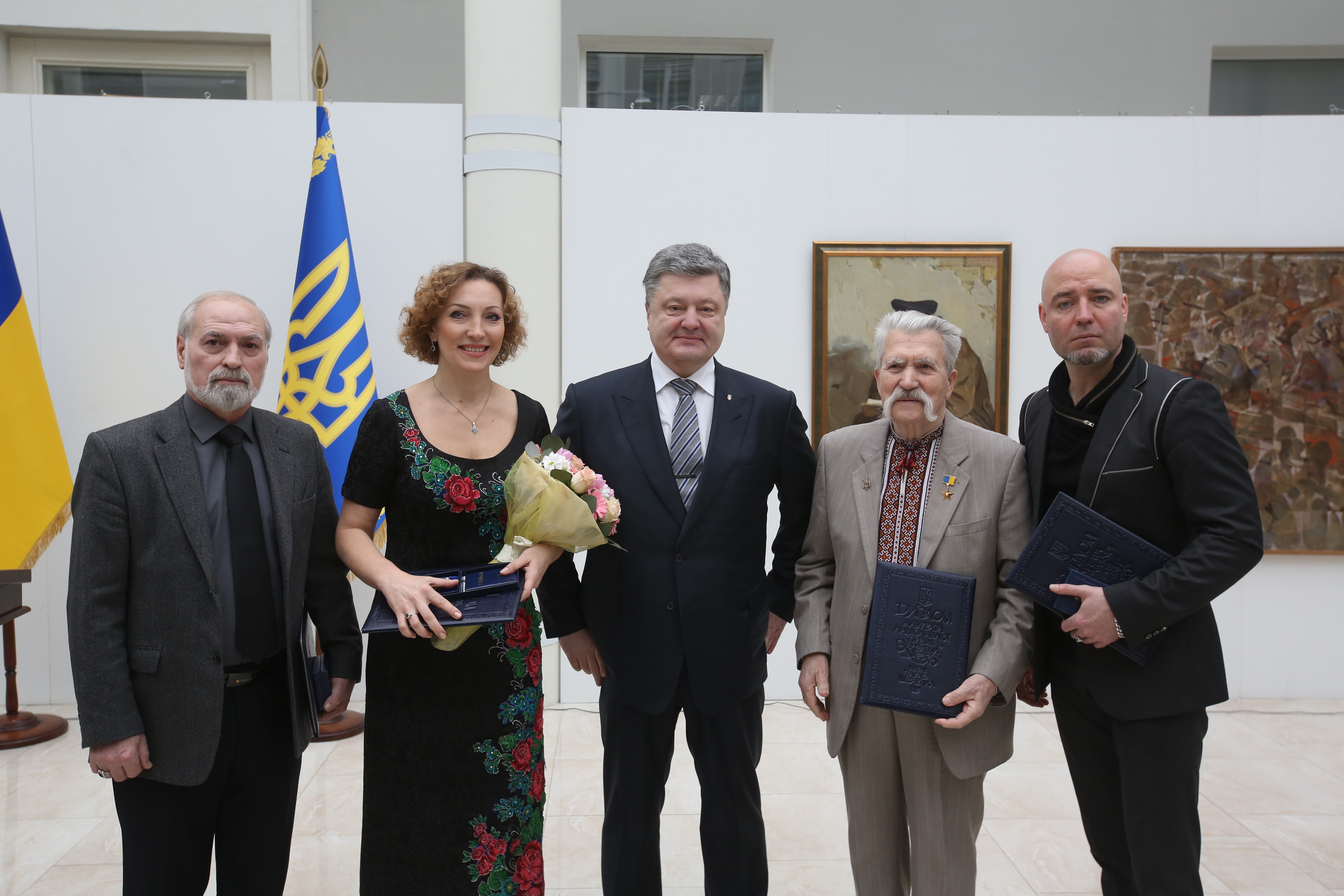
Президент України Петро Порошенко разом з лауреатами премії

Премії у номінаціях «Література», «Літературознавство та мистецтвознавство», «Театральне мистецтво», «Народне і декоративно-прикладне мистецтво» цього року не присуджені.
На 2016 рік розмір Національної премії України імені Тараса Шевченка встановлений у розмірі 192 тисячі гривень кожна.